# 태재대학교
태재대학교(泰齋大學校, Taejae University)는 대한민국의 4년제 사립 사이버대학이다.

## 연혁
한샘 명예회장인 조창걸의 후원으로 설립되어 2023년 9월 1일 개교했다.

## 설치 학부
- 기초혁신학부
- 인문사회학부
- 자연과학학부
- 데이터과학과 인공지능학부
- 비즈니스혁신학부